# Głos serca (serial telewizyjny)
Głos serca (ang. When Calls the Heart) – amerykańsko-kanadyjski serial obyczajowy z 2014 roku. Adaptacja powieści Janette Oke.

## Główne role[1]
- Erin Krakow – Elizabeth Thatcher
- Daniel Lissing – Jack Thornton
- Lori Loughlin – Abigail Stanton
- Chelah Horsdal – Cat Montgomery
- Mitchell Kummen – Gabe Montgomery
- Gracyn Shinyei – Emily Montgomery
- Martin Cummins – Henry Gowen
- Pascale Hutton – Rosemary LeVeaux
- Kavan Smith – Leland Coulter
- Jack Wagner – Bill Avery
- Andrea Brooks – Faith Carter
- Chris McNally – Lucas Bouchard

## Przegląd sezonów
| Seria | Ramówka | Odcinek | Liczba Odcinków | Pierwsza emisja USA (ABC) | Pierwsza emisja USA (ABC) | Pierwsza emisja Polski (TV Trwam) | Pierwsza emisja Polski (TV Trwam) | Dostęp VOD | Dostęp VOD | Dostęp VOD | Śr. Oglądalności | Rekord widzów |
| Seria | Ramówka | Odcinek | Liczba Odcinków | Premiera sezonu           | Finał sezonu              | Premiera sezonu                   | Finał sezonu                      |            |            |            | Śr. Oglądalności | Rekord widzów |
| ----- | ------- | ------- | --------------- | ------------------------- | ------------------------- | --------------------------------- | --------------------------------- | ---------- | ---------- | ---------- | ---------------- | ------------- |
| 1     |         |         |                 |                           |                           |                                   |                                   |            |            |            |                  |               |
| 2     |         |         |                 |                           |                           |                                   |                                   |            |            |            |                  |               |
| 3     |         |         |                 |                           |                           |                                   |                                   |            |            |            |                  |               |
| 4     |         |         |                 |                           |                           |                                   |                                   |            |            |            |                  |               |
| 5     |         |         |                 |                           |                           |                                   |                                   |            |            |            |                  |               |
| 6     |         |         |                 |                           |                           |                                   |                                   |            |            |            |                  |               |
| 7     |         |         |                 |                           |                           |                                   |                                   |            |            |            |                  |               |
| 8     |         |         |                 |                           |                           |                                   |                                   |            |            |            |                  |               |
| 9     |         |         |                 |                           |                           |                                   |                                   |            |            |            |                  |               |
| 10    |         |         |                 |                           |                           |                                   |                                   |            |            |            |                  |               |
| 11    |         |         |                 |                           |                           |                                   |                                   |            |            |            |                  |               |
| 12    |         |         |                 |                           |                           |                                   |                                   |            |            |            |                  |               |
| 13    |         |         |                 |                           |                           |                                   |                                   |            |            |            |                  |               |

## Odcinki bożonarodzeniowe
Aktorzy Obsada
| Aktorzy | Rola | Lata     | Lata      | Lata       | Lata      | Lata     |
| Aktorzy | Rola | I (2015) | II (2016) | III (2017) | IV (2018) | V (2019) |
| ------- | ---- | -------- | --------- | ---------- | --------- | -------- |
|         |      |          |           |            |           |          |